# Lippen-Kiefer-Gaumenspalte

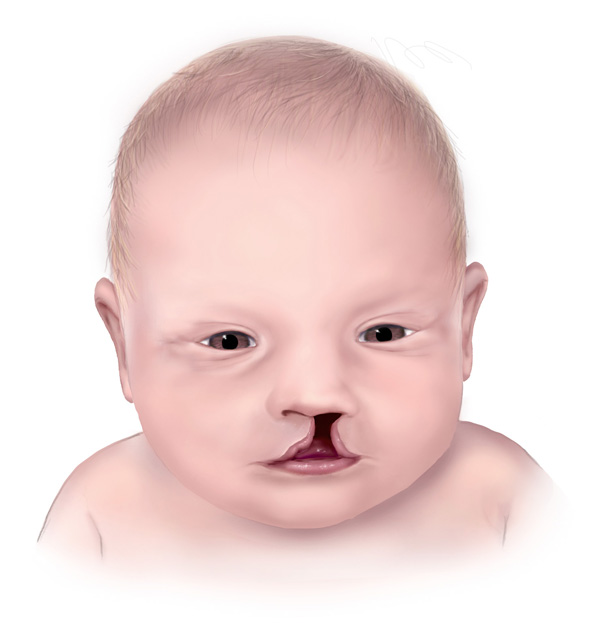
Illustration eines Babys mit einer Lippenspalte

Die Lippen-Kiefer-Gaumen-Spalten (LKG-Spalten) oder Lippen-Kiefer-Gaumensegel-Spalten (LKGS-Spalten) (griechisch-lateinisch Cheilognathopalatoschisis, von griechisch χείλος cheĩlos Lippe,  γνάθος gnáthos Kiefer; σχίζις schisis Spalte und lateinisch palatum Gaumen) bilden eine Gruppe von angeborenen Fehlbildungen, die mit einer Inzidenz von 1:500 zu den häufigsten angeborenen Fehlbildungen beim Menschen zählen. Ihnen ist gemeinsam, dass sich in der Embryonalentwicklung Teile der Mundpartie nicht normal entwickeln.

## Entstehung
Während der Embryogenese in der frühen Schwangerschaft entwickeln sich Teile des Gesichts getrennt und wachsen später zusammen. Zu Beginn entstehen aus dem ersten Kiemenbogen unter anderem zwei Nasenwülste und zwei Oberkieferwülste auf beiden Seiten des Embryos. Zwischen der 5. und 7. Woche der Schwangerschaft verschmelzen die vorne liegenden Teile des linken und des rechten Nasenwulstes miteinander und bilden das Zwischenkiefersegment. Aus diesem entstehen später der mittlere Teil der Oberlippe (Philtrum) und der mittlere Teil des Oberkiefers mit den vier Schneidezähnen. Während der weiteren Entwicklung verwachsen der linke und der rechte Oberkieferwulst mit den schon verschmolzenen Nasenwülsten. Aus den Oberkieferwülsten entstehen der linke und der rechte Teil der Oberlippe zu beiden Seiten des Philtrums und der linke und rechte Teil des Oberkiefers zu beiden Seiten der Schneidezähne. Erfolgt dieser Verschmelzungsprozess nicht vollständig oder gar nicht oder reißt das Gewebe auf, hat das eine Lippen- oder Kieferspalte zur Folge. Die Störung kann die linke, die rechte oder beide Nahtstellen betreffen und führt zur einseitigen oder zur beidseitigen Spalte. Je nachdem zu welchem Zeitpunkt die Störung auftritt und wie schwerwiegend diese ist, ist nur ein Teil der Oberlippe (Lippenkerbe), die Oberlippe alleine (Lippenspalte) oder die Oberlippe zusammen mit dem Oberkiefer betroffen (Lippen-Kieferspalte).
Später, zwischen der zehnten und zwölften Woche der Schwangerschaft, wenn der Fötus ungefähr 75 mm groß ist, verschmelzen die Gaumenfortsätze des linken und des rechten Oberkieferwulstes. Aus ihnen entstehen der harte und der weiche Gaumen mit dem Zäpfchen (Uvula). Die Gaumenfortsätze wachsen mit dem vorne liegenden Zwischenkiefersegment zusammen. Die gemeinsame Vereinigungsstelle ist das vordere Gaumenloch (Foramen incisivum). Der vordere Teil verknöchert und bildet den harten Gaumen (Palatum durum). Aus den hinteren Abschnitten entstehen der weiche Gaumen (Gaumensegel oder Velum) und das Zäpfchen (Uvula). Eine Störung bei diesem Vereinigungsprozess hat eine Hartgaumen- oder eine Gaumensegelspalte zur Folge.
Die Lippen-Kiefer-Spalten und die Gaumenspalten sind zwei getrennte Entwicklungsstörungen, wobei die Gaumen- oft zusammen mit den Lippen-Kiefer-Spalten auftreten.

## Begriff
Die Herkunft der Bezeichnung der Lippenspalte als Hasenscharte (lateinisch Labium leporinum „Hasenlippe“) bzw. der Gaumenspalte als Wolfsrachen (lateinisch Rictus lupinus) ist nicht eindeutig geklärt. In der deutschsprachigen medizinischen Literatur kann der Begriff „hassennscharte“ erstmals 1460 bei Heinrich von Pfalzpaint sicher nachgewiesen werden. Möglicherweise rührt der Begriff „Hasenscharte“ daher, dass das Gesicht der Hasen durch eine Y-förmige Spalte von der Oberlippe zu den Nasenlöchern gekennzeichnet ist. Warum allerdings der Hase gewählt wurde, obwohl auch andere Tiere eine solchermaßen gespaltene Oberlippe aufweisen, ist unbekannt. Es ist möglicherweise auf Aberglauben zurückzuführen. Auch im angloamerikanischen Raum lässt sich das Äquivalent „harelip“, in Asien der Begriff „Tu Que“ (Hasenlippe) nachweisen.

## Ursache
Es werden verschiedene Ursachen für die Lippen-Kiefer-Gaumenspalten angeführt. Man nimmt hauptsächlich eine Kombination aus erblichen und äußeren Faktoren (multifaktorielle Vererbung) an:
- Es gibt endogene, genetische Ursachen (Erbkrankheit): War schon ein Familienmitglied von einer Spalte betroffen, dann ist die Wahrscheinlichkeit für das Auftreten bei Nachkommen erhöht. Der Erbgang ist noch nicht gut verstanden, es scheinen mehrere Gene beteiligt zu sein (Polygenie). Siehe Auftrittshäufigkeit weiter unten.
- Es gibt exogene Ursachen, welche die Embryonalentwicklung stören:
  - Ein Mangel an Folsäure oder Überdosierung der Vitamine A (Retinoide) und E führen zu einem erhöhten Risiko für Fehlbildungen des Neuralrohres; ein Zusammenhang mit Spaltbildungen des Gesichts (die nicht vom Neuralrohr ausgehen) ist aber entgegen vielfach anderslautender Meinung nicht belegbar.[2][3] Dennoch ist die Folsäuregabe aufgrund der Vorbeugung gegen Spina bifida dringend zu empfehlen. Da die Schwangerschaft oft erst bemerkt wird, wenn die Fehlentwicklung schon stattgefunden hat, sollte nach Absprache mit dem Frauenarzt auch schon bei Kinderwunsch mit der Einnahme von Folsäure begonnen werden, spätestens jedoch, wenn die Schwangerschaft festgestellt wird.[4] Zudem weisen Studien darauf hin, dass die Einnahme von Multivitaminpräparaten in der frühen Schwangerschaft das Risiko geringfügig, aber signifikant verringern kann; allerdings ist es unklar, ob sich diese Resultate nicht auch durch andere Faktoren der Lebensführung erklären lassen.[3][5]
  - Krankheit der Mutter während der Schwangerschaft, z. B. Röteln.
  - Hydantoin-Einnahme (Antiepileptikum)

## Spaltformen

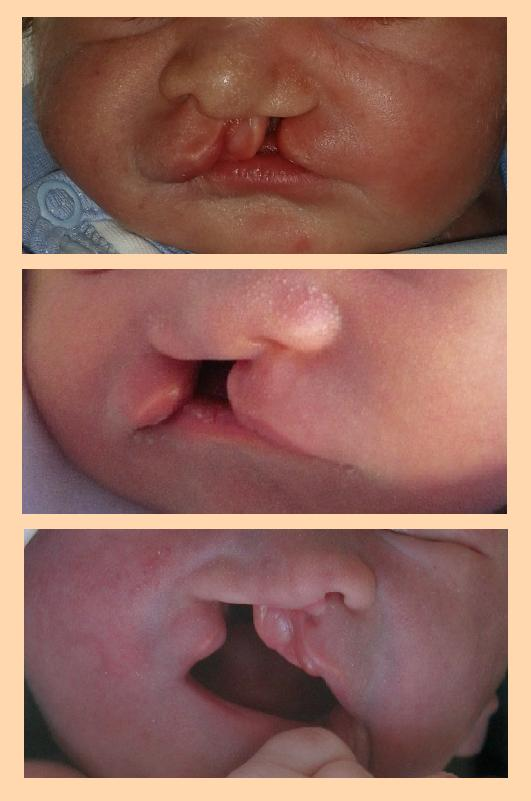
Einseitige Lippenspalten

Je nachdem, wann die Entwicklungsstörung während der Schwangerschaft aufgetreten ist und wie schwerwiegend diese war, treten verschiedene Spaltformen auf:
Spaltbildungen im sogenannten primären Gaumen:
- Lippenkerbe: Ein Teil der Oberlippe (Lippenrot und Lippenweiß) ist betroffen. Der Spalt erstreckt sich nicht bis zum Naseneingang.
- Lippenspalte: (Cheiloschisis) Öffnung in der Oberlippe zwischen Mund und Nase. Der Spalt in der Oberlippe erstreckt sich vom Lippenrot bis zum Nasenloch. Die Trennstelle befindet sich entlang der Philtrum-Kante. Bei beidseitigen Spalten ist das zentrale Segment der Oberlippe isoliert.
- Lippen-Kieferspalte: (Cheilognathoschisis) Die Lippe und der zahntragende Teil des Oberkiefers sind betroffen. Der Spalt erstreckt sich entlang der Philtrumkante in der Oberlippe und entlang dem seitlichen Schneidezahn des Oberkiefers.

Spaltbildungen, die (auch) den sekundären Gaumen betreffen:
- Lippen-Kiefer-Gaumenspalte: Kombination aus Lippen-Kieferspalte und aus Gaumenspalte
- Gaumenspalte: Beim geringsten Schweregrad tritt nur ein Spalt im Zäpfchen auf (uvula bifida). Es kann jedoch ein Spalt im weichen Gaumen (Segelspalte) oder die vollständige Trennung des weichen und des harten Gaumens auftreten. Der Mund- und der Nasenraum sind dann nicht voneinander getrennt.

Spalten können einseitig (unilateral) oder beidseitig (bilateral) auftreten. Die linke Seite ist häufiger betroffen, wobei der Grund dafür unklar ist. Die Spalten beginnen entweder an der Lippe und schreiten nach hinten fort (Lippenkerbe ⇒ Lippenspalte ⇒ Lippen-, Kieferspalte) oder sie beginnen am Zäpfchen hinten und schreiten nach vorne fort (Uvulaspalte (gespaltenes Zäpfchen) ⇒ Uvulaspalte, Gaumensegel ⇒ Uvulaspalte, Gaumensegel, harter Gaumen).
Bei den Gaumenspalten treten verdeckte Spalten (submuköse Gaumenspalten) auf. Obwohl die für eine normale Sprechentwicklung und Ohrbelüftung notwendige Muskulatur des weichen Gaumens gespalten ist, kaschiert die darüber liegende, intakte Schleimhaut die Spalte. Zeichen der submukösen Gaumenspalte sind die Uvula bifida (gespaltenes Halszäpfchen), ein bläulich-transparentes Velum und eine (fühlbare) dreieckige Knochenkerbe im harten Gaumen. Die uvula bifida ist dabei die Mikroform einer Velumspalte. Sie deutet eine Störung der Mitellinienfusion an und erfordert daher eine genaue Überprüfung, ob auch eine submuköse Gaumenspalte vorliegt.
In der Internationalen statistischen Klassifikation der Krankheiten und verwandter Gesundheitsprobleme (ICD-10) der Weltgesundheitsorganisation werden im Kapitel XVII Angeborene Fehlbildungen, Deformitäten und Chromosomenanomalien im Block Q35–Q37 die Lippen-, Kiefer- und Gaumenspalten eingeteilt:
| Schlüssel | Beschreibung                                                            | LAHS-Kode     | Bild |
| --------- | ----------------------------------------------------------------------- | ------------- | ---- |
| Q35       | Gaumenspalte                                                            |               |      |
| Q35.1     | Spalte des harten Gaumens                                               | - - H - - - - |      |
| Q35.1     | Spalte des harten Gaumens                                               | - - - - H - - |      |
| Q35.1     | Spalte des harten Gaumens                                               | - - H - H - - |      |
| Q35.3     | Spalte des weichen Gaumens                                              | - - - S - - - |      |
| Q35.5     | Spalte des harten und weichen Gaumens                                   | - - H S H - - |      |
| Q35.6     | Gaumenspalte median                                                     |               |      |
| Q35.7     | Uvulaspalte                                                             | - - - S - - - |      |
| Q35.9     | Gaumenspalte, nicht näher bezeichnet                                    |               |      |
| Schlüssel | Beschreibung                                                            | LAHS-Kode     | Bild |
| Q36       | Lippenspalte                                                            |               |      |
| Q36.0     | Lippenspalte, beidseitig                                                | L - - - - - L |      |
| Q36.1     | Lippenspalte, median                                                    |               |      |
| Q36.9     | Lippenspalte, einseitig                                                 | L - - - - - - |      |
| Q36.9     | Lippenspalte, einseitig                                                 | - - - - - - L |      |
|           |                                                                         |               |      |
|           |                                                                         |               |      |
| Schlüssel | Beschreibung                                                            | LAHS-Kode     | Bild |
| Q37       | Gaumenspalte mit Lippenspalte                                           |               |      |
| Q37.0     | Spalte des harten Gaumens mit beidseitiger Lippenspalte                 | L A - - - A L |      |
| Q37.1     | Spalte des harten Gaumens mit einseitiger Lippenspalte                  | L A - - - - - |      |
| Q37.1     | Spalte des harten Gaumens mit einseitiger Lippenspalte                  | - - - - - A L |      |
| Q37.2     | Spalte des weichen Gaumens mit beidseitiger Lippenspalte                | L - - S - - L |      |
| Q37.3     | Spalte des weichen Gaumens mit einseitiger Lippenspalte                 | L - - S - - - |      |
| Q37.3     | Spalte des weichen Gaumens mit einseitiger Lippenspalte                 | - - - S - - L |      |
| Q37.4     | Spalte des harten und des weichen Gaumens mit beidseitiger Lippenspalte | L A H S H A L |      |
| Q37.5     | Spalte des harten und des weichen Gaumens mit einseitiger Lippenspalte  | L A H S - - - |      |
| Q37.5     | Spalte des harten und des weichen Gaumens mit einseitiger Lippenspalte  | - - - S H A L |      |
| Q37.8     | Gaumenspalte, nicht näher bezeichnet, mit beidseitiger Lippenspalte     |               |      |
| Q37.9     | Gaumenspalte, nicht näher bezeichnet, mit einseitiger Lippenspalte      |               |      |

Anmerkung zum LAHS-Kode: Die Buchstaben bezeichnen den betroffenen anatomischen Teil:
- L = Lippenspalte
- A = Kieferspalte (Alveolus)
- H = Hartgaumenspalte
- S = Segelspalte

Nicht betroffene anatomische Teile werden durch ein Minuszeichen dargestellt. Der linke Teil des Kodes bezeichnet die rechte Gesichtshälfte und umgekehrt.
Tritt eine Spalte zusammen mit anderen Entwicklungsstörungen auf, ist sie meist Teil eines Syndroms: z. B. Mikrodeletionssyndrom 22q11 (früher Catch-22- oder velocardiofaziales Syndrom), Pätau-Syndrom (Trisomie 13), Edward-Syndrom (Trisomie 18), Cri-du-chat-Syndrom, Van-der-Woude-Syndrom.

## Auftrittshäufigkeit
Lippen-, Kiefer-, Gaumenspalten treten häufiger in Familien auf, in denen schon ein Familienmitglied eine Spalte besitzt. Die Wahrscheinlichkeit eines weiteren Auftretens hängt vom Typ, der Ausprägung (Schwere), der Anzahl der betroffenen Personen in der Familie und dem Verwandtschaftsgrad ab.
Lippen-Kiefer-Gaumenspalten (LKG-Spalten) gehören mit einer Inzidenz von 1:500 zu den häufigsten angeborenen Fehlbildungen des Menschen. Ungefähr 15 % aller Fehlbildungen sind Lippen-Kiefer-Gaumenspalten.
- Bei gesunden Eltern und einem betroffenen Kind beträgt das Risiko für das nächste Kind etwa 4–6 %.
- Bei gesunden Eltern und bereits zwei betroffenen Kindern beträgt das Risiko für das nächste Kind etwa 9 %.
- Bei einem betroffenen Elternteil beträgt das Risiko für das erste Kind etwa 3 %, bei bereits einem betroffenen Kind für das nächste Kind 15–17 %.
- Sind beide Elternteile betroffen, beträgt das Risiko für das Kind möglicherweise über 35 %, was immer noch unter dem Wiederholungsrisiko für eine nach den Mendelschen Regeln vererbte Krankheit liegt.[7]

Aus einer Vielzahl von Stammbaumanalysen wurden durch das Interdisziplinäre Zentrum für Lippen-Kiefer-Gaumen-Segelspalten des Universitätsklinikums Würzburg die Zahlen für die genetischen Wiederholungsrisiken wie folgt abgeschätzt:
| Betroffen                                            | Wiederholungsrisiko für:     | %   |
| ---------------------------------------------------- | ---------------------------- | --- |
| Vater                                                | Sohn                         | 5   |
|                                                      | Tochter                      | 2   |
| Mutter                                               | Sohn                         | 7   |
|                                                      | Tochter                      | 1   |
| Bruder                                               | Bruder                       | 6   |
|                                                      | Schwester                    | 3   |
| Schwester                                            | Bruder                       | 7   |
|                                                      | Schwester                    | 4   |
| Beide Elternteile                                    | weitere Kinder               | 24  |
| Mutter und 1 Kind                                    | weitere Kinder               | 10  |
| Mutter und 2 Kinder                                  | weitere Kinder               | 18  |
| Vater und 1 Kind                                     | weitere Kinder               | 9   |
| Vater und 2 Kinder                                   | weitere Kinder               | 18  |
| 2 Kinder                                             | weitere Kinder               | 9   |
| Verwandte 2. Grades (z. B. Tante, Onkel, Großeltern) | beliebige Familienmitglieder | 1   |
| Verwandte 3. Grades (z. B. Cousin/Cousine)           | beliebige Familienmitglieder | 0,5 |

Es gibt ethnische Unterschiede im Auftreten. In der Bevölkerung der Ureinwohner Australiens und Amerikas sowie in der Bevölkerung asiatischer Abstammung treten Spalten häufiger auf. Die wenigsten Spalten findet man bei der Bevölkerung afrikanischer Abstammung. Die Bevölkerung europäischer Abstammung liegt im Mittelfeld.
Der Bericht von EUROCAT Congenital Anomalies and Public Health enthält Daten von Europa:
|                 | EUROCAT European Surveillance of Congenital Anomalies | 1996–2001             |                   |
| Schlüssel       | Bezeichnung                                           | Häufigkeit pro 10.000 | 1 von x Geborenen |
| --------------- | ----------------------------------------------------- | --------------------- | ----------------- |
| Q36 + Q37       | Lippenspalte mit / ohne Gaumenspalte                  | 9,11 pro 10.000       | 1 von 1098        |
| Q35             | Gaumenspalte                                          | 5,84 pro 10.000       | 1 von 1712        |
| Q35 + Q36 + Q37 | alle Spalten                                          | 14,95 pro 10.000      | 1 von 669         |

Die Weltgesundheitsorganisation gibt folgende Häufigkeiten an:
|                 | WHO IDCFA International Database of Craniofacial Anomalies | 2001 – 2002 – (2003)  |                   |
| Schlüssel       | Bezeichnung                                                | Häufigkeit pro 10.000 | 1 von x Geborenen |
| --------------- | ---------------------------------------------------------- | --------------------- | ----------------- |
| Q36             | Lippenspalte ohne Gaumenspalte                             | 3,7 pro 10.000        | 1 von 2702        |
| Q37             | Lippenspalte mit Gaumenspalte                              | 8,0 pro 10.000        | 1 von 1250        |
| Q36 + Q37       | Lippenspalte mit / ohne Gaumenspalte                       | 11,8 pro 10.000       | 1 von 847         |
| Q35             | Gaumenspalte                                               | 4,9 pro 10.000        | 1 von 2041        |
| Q35 + Q36 + Q37 | alle Spalten                                               | 16,7 pro 10.000       | 1 von 599         |

Bei den Zahlen der WHO ist die Pierre-Robin-Sequenz mit eingeschlossen.
Bei den Lippen-Kieferspalten sind Jungen häufiger betroffen als Mädchen. Die isolierten Spalten des Gaumens betreffen häufiger Mädchen.
|           | WHO IDCFA International Database of Craniofacial Anomalies | 2001– 2002 – (2003)         |
| Schlüssel | Bezeichnung                                                | Verhältnis Jungen / Mädchen |
| --------- | ---------------------------------------------------------- | --------------------------- |
| Q36 + Q37 | Lippenspalte mit / ohne Gaumenspalte                       | 1,56                        |
| Q35       | Gaumenspalte                                               | 0,75                        |

Die Spalten treten häufiger auf der linken Seite als auf der rechten Seite auf. Ungefähr 15 % sind beidseitige Spalten.

## Auswirkungen und Probleme
Eine isolierte Lippenspalte macht präoperativ kaum Probleme, die Nahrungsaufnahme ist nicht gestört. Nach Vereinigung des Lippenringmuskels können die Labiallaute noch Probleme machen, was durch logopädisches Training jedoch behoben werden kann.
Eine vollständige Lippen-Kiefer-Gaumenspalte oder eine isolierte Gaumenspalte kann vielfache Auswirkungen haben:
- Atembeschwerden: Bei einseitigen Lippen-Kiefer-Gaumenspalten ist oft ein Nasenflügel abgeflacht, die Nasenscheidewand gekrümmt und die Nasenatmung möglicherweise behindert.
- Probleme bei der Nahrungsaufnahme im Neugeborenenalter, das Saugen ist erschwert. Bei Gaumenspalten kann Nahrung in den Nasenraum gelangen. Der Haberman Feeder erleichtert die orale Nahrungsaufnahme. Insbesondere das Stillen eines Kindes mit einer Gaumensegelspalte gestaltet sich schwierig und muss vielfach durch spezielle Hilfen unterstützt werden. Ein erhöhter Zeitaufwand ist normal, eine Gaumenplatte kann die Nahrungsaufnahme eventuell erleichtern.
- Sprechprobleme, weil die Balance zwischen nasalem und oralem Resonanzraum gestört sein kann. Der Abschluss des weichen Gaumens zur Rachenhinterwand und den seitlichen Rachenwänden kann auch nach erfolgter Gaumenoperation unvollständig sein. Es entsteht ein hypernasaler Stimmklang, Vokale werden mit zu viel Beteiligung des nasalen Resonanzraumes ausgesprochen (Näseln/Hypernasalität). Bei der Lautbildung/Artikulation werden insbesondere die Verschlusslaute (p/b, t/d, k/g) und die Reibelaute (f/s/sch) häufig verändert (meist rückverlagert in den Rachen- oder Kehlkopfraum) gesprochen.
- Hals-Nasen-Ohren-Erkrankungen: Eine Gaumensegelspalte hat bei vielen Patienten Auswirkungen auf die Mittelohrbelüftung (Eustachi-Röhre). Ergüsse, Ohrinfektionen, Cholesteatome und Sprachentwicklungsverzögerungen aufgrund negativer Hörbilanz können die Folge sein.
- Wenn der Oberkiefer betroffen ist, können Zähne fehlen oder Zahnfehlstellungen auftreten. Auch durch Narbenzüge nach Operationen sowie durch das muskuläre Ungleichgewicht im Mund vor den Operationen können Fehlstellungen der Zähne entstehen, auch wenn der Kiefer selbst von der Spaltbildung nicht betroffen ist.[9]
- Bei mangelnder Akzeptanz durch die Umgebung (zum Beispiel Hänseleien durch andere Kinder wegen eines Sprachfehlers oder Narben im Gesicht) können psychische Probleme die Folge sein.

## Behandlung
In den Spaltzentren führt ein interdisziplinäres Team die Behandlung durch, dem Vertreter aus der Pädiatrie, Mund-Kiefer-Gesichtschirurgie, Kieferorthopädie, Hals-Nasen-Ohren-Heilkunde, Phoniatrie und Pädaudiologie, Logopädie sowie der Still- und Ernährungsberatung angehören.

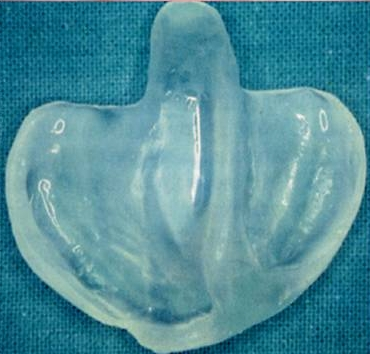
Gaumenplatte für einseitige LKGS

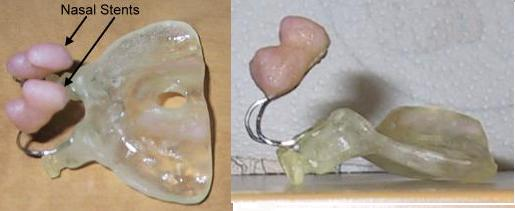
Obturator bei einer Lippen-Kiefer-Gaumenspalte

- Bei Gaumenspalten wird der Nasenraum in den ersten Lebenstagen durch eine herausnehmbare Gaumenplatte, einen Obturator, vom Mundraum getrennt. Die Bezeichnung „Trinkplatte“ ist irreführend, da die Gaumenplatte vor allem das Wachstum der gespaltenen Kiefersegmente steuern, eine physiologische Zungenlage ermöglichen und die Nasenatmung etablieren soll. Als Nebeneffekt bietet sie auch ein Widerlager für den Trinksauger oder die Brustwarze und kann so die Nahrungsaufnahme erleichtern. Den Aufbau eines Saugvakuums ermöglicht sie aber nicht.
- Engmaschige Überwachung des Gehörs; bei Bedarf Einsetzen von Paukenröhrchen, um die Mittelohrbelüftung sicherzustellen und dem Auftreten von Infektionen vorzubeugen.
- Primär-Operationen: Verschluss von Lippe, Gaumensegel und Hartgaumen in mehreren Schritten (mehrzeitiges Behandlungskonzept) oder auch in einer Komplett-OP (einzeitiges Vorgehen, „Basler Konzept“). Die Lippe wird meist im Alter von drei Tagen bis sechs Monaten operiert.[10] Bezüglich des Zeitpunktes der Operation des Gaumens (Hartgaumen und Gaumensegel) bestehen unterschiedliche Auffassungen in den Spaltzentren. Zum einen sollte der Gaumen möglichst früh geschlossen werden, um einen normalen Spracherwerb zu ermöglichen, zum anderen sollte die Operation möglichst spät erfolgen, um den Wachstumsprozess des Kiefers durch die Operationsnarben möglichst wenig zu stören. Das Gaumensegel wird je nach Spaltzentrum mit drei bis zwölf Monaten operiert, der Hartgaumen je nach Zentrum mit 6 bis 18 Monaten. Bei doppelseitigen Spalten ist oft eine Nasenstegverlängerung (Columellaplastik) nötig.
- Sekundär-Operationen: Ist ein oder sind beide Teile des zahntragenden Kieferkamms betroffen, kann eine sogenannte Kieferspaltosteoplastik nötig werden. Diese findet im Alter von acht bis zwölf Jahren statt oder richtet sich nach dem Durchbruchszeitpunkt der Eckzähne, die in das bei der Operation aufgefüllte Knochenlager einwachsen sollen. Dabei wird Knochenmaterial (Spongiosa) aus dem Beckenkamm in die von der Spalte unterbrochenen Kieferkämme eingebracht, um den einwachsenden Eckzähnen Stabilität zu verleihen oder bei doppelseitigen Spalten den (Schneidezahntragenden) Zwischenkiefer zu stabilisieren.
- Sprechunterstützende Operationen: Da das Gaumensegel auch nach der operativen Vereinigung oft nicht voll funktionsfähig ist, kann es zu Störungen des Nasen-Rachen-Abschlusses kommen (velopharyngeale Insuffizienz). Dann kann es sinnvoll sein, die Funktion des Segels durch einen operativen Eingriff zu unterstützen (Velopharyngoplastik, Levatorunterstützungsplastik). Nach Schaffung günstigerer anatomischer Voraussetzungen durch die OP ist allerdings eine logopädische Therapie notwendig.
- Behandlung der Zahnfehlstellungen (Kieferorthopädie)
- orofaziale Regulationstherapie nach Castillo Morales
- Verbesserung der Ästhetik (Nach Abschluss des Wachstums kann der Nasensteg bei Bedarf verlängert und die Nasenspitze gehoben werden. Asymmetrie der Nase, Nasenform, Lippenform sowie Narbenzüge können korrigiert werden)
- Sprachtherapie (Logopädie)
- Frühförderung zur Behandlung bzw. Vorbeugung von psycho-sozialen Problemen

In den Spaltzentren können Patienten (und deren Erziehungsberechtigte) in den regelmäßigen Spaltsprechstunden von Vertretern aller beteiligten Disziplinen (Pädiatrie, MKG-Chirurgie, Kieferorthopädie, HNO-Heilkunde/Pädaudiologie, Logopädie, Still- und Ernährungsberatung) über die weitere Behandlung der Spalte beraten werden.

## Psychische Betreuung
Die langwierige und komplizierte Behandlung während der Kindheit und Jugend bringt auch psychische Folgen mit sich. Es sollten zunehmend diese Kinder und ihre Eltern auf die psychische Gesundheit achten, indem sie psychologische Unterstützung im Verlauf des therapeutischen Follow-up-Systems in Anspruch nehmen und diese bereits von einem frühen Alter an, wie es von der American Cleft Palate Craniofacial Association empfohlen wird. Eltern können sich auch in Selbsthilfegruppen beraten lassen und Hilfe und Rückhalt finden.

## Im Rahmen von Syndromen
Lippen-Kiefer-Gaumenspalten können bei nachstehenden Erkrankungen auftreten:
- Atelosteogenesis
- Goldenhar-Syndrom
- Mandibulo-faziale Dysostose-Mikrozephalie-Syndrom
- Multiples Pterygium-Syndrom
- Pierre-Robin-Sequenz
- Reardon-Hall-Slaney-Syndrom
- Spondyloepiphysäre Dysplasie
- Diamond-Blackfan-Syndrom
- Hydroletalus-Syndrom
- PARC-Syndrom
- Zlotogora-Ogur-Syndrom